# Protambulyx xanthus
Protambulyx xanthus är en fjärilsart som beskrevs av Rothschild och Jordan 1906. Protambulyx xanthus ingår i släktet Protambulyx och familjen svärmare. Inga underarter finns listade i Catalogue of Life.